# Darling Road
Darling Road es una localidad de Santa Lucía, que forma parte del distrito de Castries.